# Гарібашево
Гаріба́шево (рос. Гарибашево, башк. Гәрәбаш) — присілок у складі Татишлинського району Башкортостану, Росія. Входить до складу Шулгановської сільської ради.
Населення — 446 осіб (2010; 570 у 2002).
Національний склад:
- башкири — 92 %